# Renzo Ricci

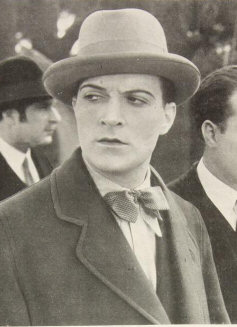
Renzo Ricci

Renzo Ricci (* 27. September 1899 in Florenz; † 20. Oktober 1978 in Mailand) war ein italienischer Filmschauspieler, Bühnenschauspieler und Bühnenregisseur.

## Leben
Renzo Ricci wurde am 27. September 1899 in Florenz als Sohn von Giulio, Schauspiellehrer an der Accademia dei Fidenti und am College Alla Querce dei Barnabiti, und von Adolfa Ciapini, Tochter des Baritons Massimo, geboren. Er studierte an einem Istituto tecnico und nebenbei war er beim örtlichen Theaterverein tätig. 1915 gab er sein Debüt bei der Bühnenkompanie von Emma Gramatica. 1957 gewann er den San Genesio-Preis für seine Leistung in Eugene O’Neills „Long Day’s Journey Into Night“.
Ricci war ab 1923 mit Margherita Bagni verheiratet und hatte mit ihr eine Tochter, die Schauspielerin Nora Ricci. Nach dem Tod seiner ersten Frau 1960 heiratete er 1961 eine weitere Bühnenschauspielerin, Eva Magni, die seit Oktober 1940 seine Geliebte war.
1931 hatte Ricci bei dem Film Corte d’Assise erstmals eine Rolle inne.
Neben seiner Theater- und Filmtätigkeit war Ricci von Mitte der 1930er bis in die 1960er Jahre zeitweise auch als Synchronsprecher tätig.
Renzo Ricci starb 1978 in Mailand an Lungenkrebs. Er wurde auf dem Monumentalfriedhof „delle Porte Sante“ in Florenz beigesetzt.

## Filmografie
- 1931: Corte d’Assise
- 1932: La Wally
- 1933: Ninì Falpalà (Nini Falpala)
- 1934: Aurora sul mare
- 1941: Orizzonte dipinto (L’orizzonte dipinto)
- 1942: Turbamento
- 1953: Nero – Der Untergang Roms (Nerone e Messalina)
- 1954: Casta diva
- 1955: Die große Schlacht des Don Camillo (Don Camillo e l’onorevole Peppone)
- 1958: L’ereditiera (Fernsehfilm)
- 1960: Die mit der Liebe spielen (L’avventura)
- 1961: Garibaldi (Viva l’Italia!)
- 1961: Hochwürden Don Camillo (Don Camillo monsignore. .. ma non troppo, Sprechrolle als Jesus)
- 1963: Sklaven der Semiramis (Io, Semiramide)
- 1963: Notturno a New York (Fernsehfilm)
- 1965: Sandra (Vaghe stelle dell’Orsa)
- 1965: Genosse Don Camillo (Il compagno don Camillo)
- 1965: L’ammiraglio (Fernsehfilm)
- 1967: Tutto per bene (Fernsehfilm)
- 1969: I corvi (Fernsehfilm)
- 1970: La legion d’onore (Fernsehfilm)
- 1975: Das Fleisch der Orchidee (La Chair de l’orchidée)
- 1978: Il giardino dei ciliegi (Fernsehfilm)